# Claude François de Méneval
Pour les articles homonymes, voir Menneval et Menneval (Nouveau-Brunswick).
Claude François de Méneval, né le 2 avril 1778 à Paris et mort le 19 avril 1850 dans la même ville, inhumé au cimetière de Montmartre, secrétaire intime de Napoléon Ier et son plus proche collaborateur de 1802 à 1813, était un mémorialiste du XIXe siècle.

## Biographie

### Les prairies et les frondaisonsde Mortefontaine
Claude François Menneval naquit à Paris, au 19, rue des Marais Saint-Germain.
Aux mains d'une gouvernante anglaise, Menneval apprit la langue de Shakespeare assez bien, de sorte qu'il put, lors des négociations du traité d'Amiens, traduire ce qui se disait et, plus tard, écrire les lettres par lesquelles l'Impératrice Joséphine demandait à des botanistes britanniques l'envoi de graines de plantes rares pour son jardin de Malmaison. Il fit des études au collège Mazarin jusqu'à sa fermeture au début de la Révolution française.
Atteint par la conscription de l'an VII, le jeune homme, de santé fragile, fit six mois de service militaire, sous les ordres de Louis Bonaparte, colonel du 5e régiment de dragons, à Verneuil.
Rendu à la vie civile, Menneval, grâce à l'amitié de Palissot de Montenoy, fut désigné pour trier la bibliothèque du Directoire, héritière de celle du palais des Tuileries (30 000 volumes).
Journaliste au Journal de Paris (recruté par Pierre-Louis Roederer, son directeur), Menneval fut engagé comme secrétaire par Joseph Bonaparte de retour de son ambassade à Rome. Aux côtés des plénipotentiaires français, Méneval participe aux négociations qui aboutissent à la signature du traité de Mortefontaine (1800), de la paix de Lunéville (1801), du Concordat et du traité d'Amiens (1802).
Menneval écrivait : « Revenu à Paris, j'espérais retrouver les prairies et les frondaisons du château de Mortefontaine et me livrer à mes rêveries. Les ambassades auxquelles j'avais participé auprès de Joseph Bonaparte me suffisaient. » Quelques jours après, Joseph le proposa à son cadet, le Premier Consul, qui, voulant se séparer de M. De Bourrienne, compromis dans des affaires financières, voulait le remplacer par un homme d'une intelligence et d'une fidélité éprouvées pour remplir la fonction de secrétaire du portefeuille (ou secrétaire intime).

### «J'ai manqué de tuer ce pauvre Méneval»
Le 2 avril 1802, à 17 heures, Menneval fut reçu aux Tuileries, et, aimablement, Joséphine le retint à dîner. Le Premier consul, après l'avoir interrogé dans son cabinet de travail lui demanda de revenir dès le lendemain ; et là, il lui dicta une note pour Gaudin, ministre des Finances, avec une telle volubilité que Méneval eu du mal à écrire sous la dictée. Le Premier consul fut néanmoins satisfait. Il appela Duroc à qui il demanda de prévoir un logement aux Tuileries pour Méneval et son inscription à la table des aides de camp de service.
Méneval remplit sa fonction de secrétaire du portefeuille auprès de l'empereur pendant toute la durée du Consulat et du Premier Empire, jusqu'à l'abdication de l'Empereur. Napoléon répéta plusieurs fois, que, en acceptant ce secrétaire à son service, il acquit un trésor.
Méneval, qui avait la charge écrasante d'assurer la rédaction et la correspondance du Premier consul puis Empereur (1802-1813), dut mener une existence quasi monacale et être toujours là, disponible, de jour et de nuit. Le soir Napoléon lui disait : « Trouvez-vous cette nuit, à une heure (ou à quatre heures), nous travaillerons ».
Méneval avait tout juste 24 ans. «  Un air doux, des habitudes modestes, une grande réserve, un extérieur timide que l'apparence d'une santé délicate rajeunissait encore, semblaient réunis à plaisir dans sa personne  ». «  Travaillant à toute heure et en tout temps ; aussi l'empereur n'en a-t-il jamais éprouvé que satisfaction et agrément, et l'a fort aimé. Le secrétaire du portefeuille était généralement chargé de tout le courant, et de tout ce qui était instantané et d'improvisation. Il ouvrait et lisait toutes les lettres adressées directement à l'empereur, les classait pour son examen, et écrivait sous sa dictée. »
Les travaux auxquels il se livra furent immenses : il accompagna l'Empereur dans ses campagnes à travers l'Europe. Honoré de la confiance du grand homme, dépositaire de ses pensées les plus intimes, il n'usa de l'influence que cette position lui avait acquise que pour rendre des services.

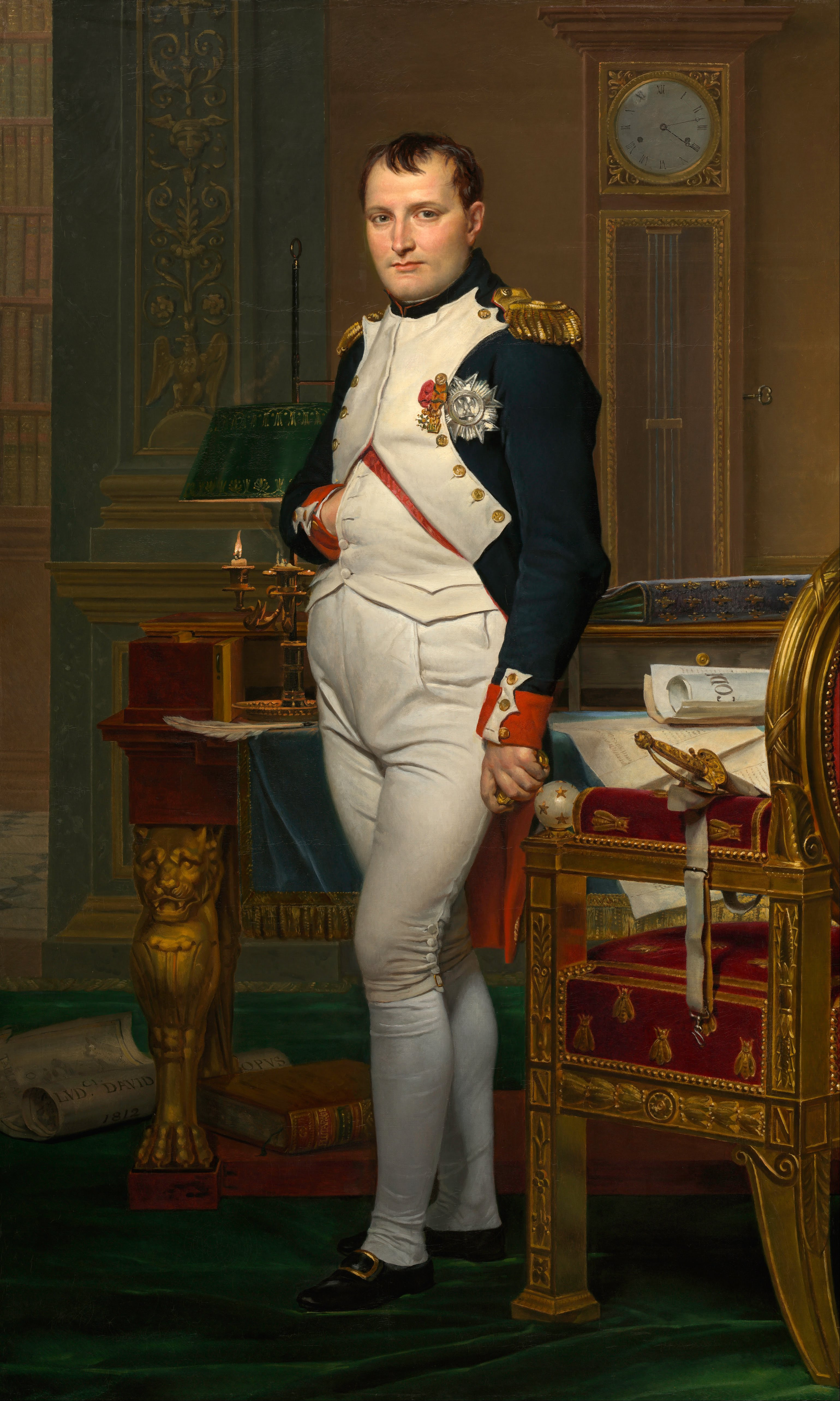
Napoléon dans son cabinet de travail, Jacques Louis David, 1812.

Aux Tuileries, le secrétaire travaille dans « le cabinet intérieur » de Napoléon, l'ancienne chambre de Marie-Thérèse, femme de Louis XIV, une pièce médiocre, éclairée par une seule fenêtre qui donnait sur le jardin. Le cabinet de travail de Napoléon se trouvait au 1er étage des Tuileries, côté jardin. Napoléon s'asseyait devant l'une des échancrures. La petite table et la chaise du secrétaire étaient en face de la fenêtre. Lorsqu'ils étaient assis, Bourrienne et Méneval tournaient le dos à l'Empereur. Méneval prenait excellemment sous la dictée de Napoléon, en utilisant une sténographie personnelle et établissait ensuite le texte définitif en l'aménageant avec habileté. Il expliquait :

« ... Je n'aurais pu écrire littéralement tout ce que l'Empereur dictait, mais je notais les principaux points qui me servaient comme de repères, et les expressions caractéristiques. Je refaisais la lettre à peu près dans les mêmes termes et lorsqu'il la relisait avant de la signer, ce qui n'arrivait que quand l'objet était épineux et le préoccupait, il y retrouvait sa manière. »

Méneval suivit Napoléon lors de ses voyages et de ses campagnes. Il était  à Notre-Dame de Paris pour le sacre et le couronnement de Napoléon et de Joséphine (2 décembre 1804), à Milan, au Dôme, pour le couronnement de Napoléon comme roi d'Italie (26 mai 1805).
Le secrétaire accompagna également l'Empereur pour sa campagne de 1805. Le 2 décembre 1805, après la victoire d'Austerlitz, Méneval prit la dictée de la fameuse proclamation de Napoléon.
Méneval, malade, fut remplacé par Deschamps, secrétaire des commandements de l'Impératrice, Maret ou Duroc. Mais aucun d'eux ne donna satisfaction à Napoléon. « Je ne puis répéter, vous me faites perdre le fil de mes idées. Où est Méneval ? demandait-il en montrant la pile de dossiers qui s'entassaient un peu plus chaque jour. Avec Méneval, j'aurais bientôt déblayé tout cela. »
De retour à Paris, Napoléon réorganise son cabinet. Par décret du 3 février 1806, Méneval y est prévu comme secrétaire du portefeuille avec un traitement 24 000 francs par an. En réalité, Méneval a le rang de premier secrétaire : il présente seul lettres et rapports à l'Empereur, il expédie tous les courriers, il entre seul dans le cabinet de l'Empereur et c'est lui seul qui a les clés du meuble secret et des portefeuilles de l'Empereur. Par la suite, le personnel du cabinet sera considérablement renforcé : Méneval aura sous ses ordres de nombreux secrétaires adjoints, archivistes, cartographes et gardiens du portefeuille.

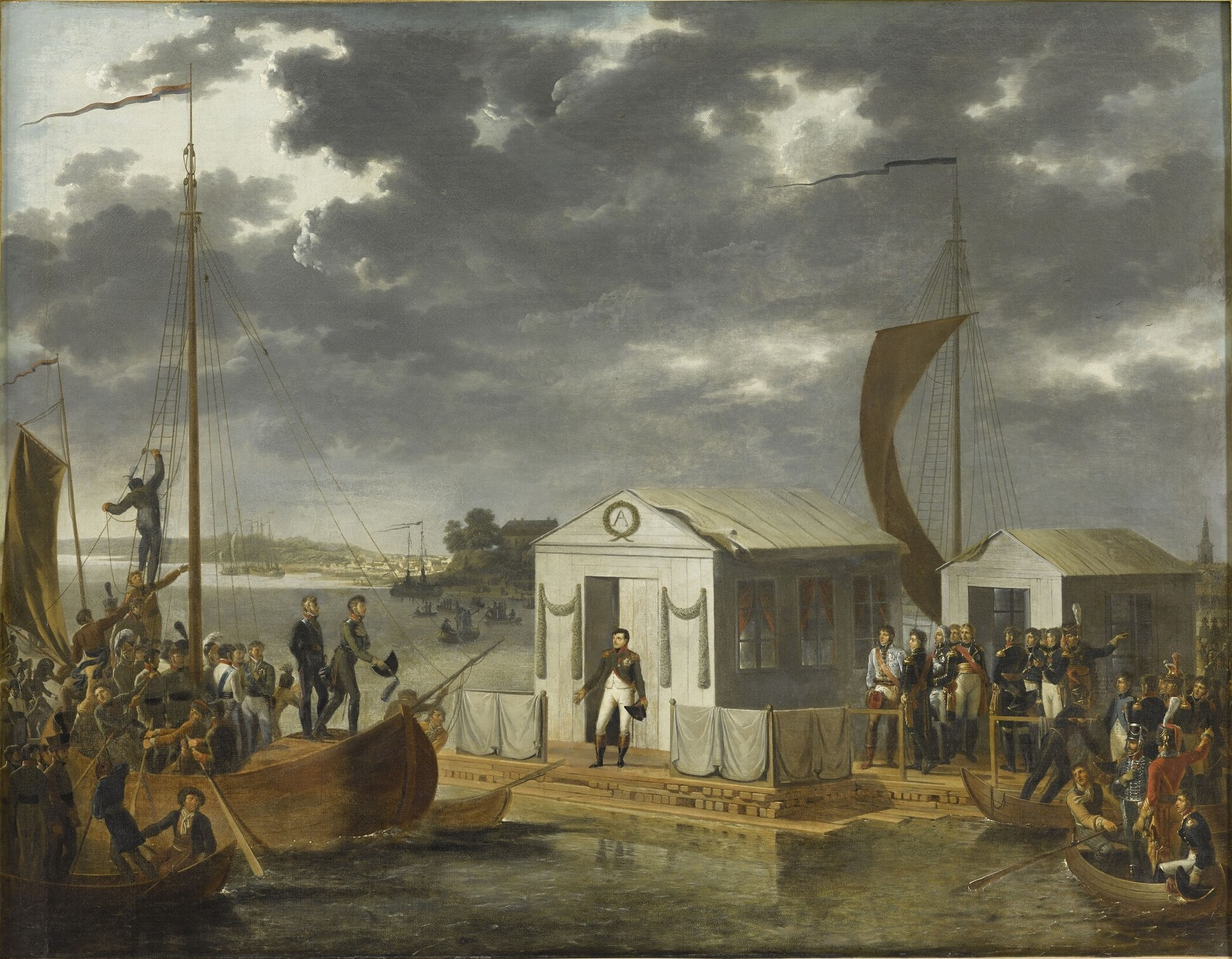
Entrevue de Napoléon Ier et d'Alexandre Ier sur le Niemen (1808) - Peinture d'Adolphe Roehn

Méneval suivit Napoléon pour les campagnes de Prusse (1806) et de Pologne (1807). Après les combats, Méneval assiste à la rencontre, sur le radeau du Niemen, le 25 juin 1807, entre Napoléon Ier et le tsar Alexandre Ier de Russie ; et aux entretiens ultérieurs, à Tilsitt, entre les deux Empereurs (26 juin-9 juillet 1807).
Sur le conseil de Napoléon, Méneval se maria en octobre 1807.

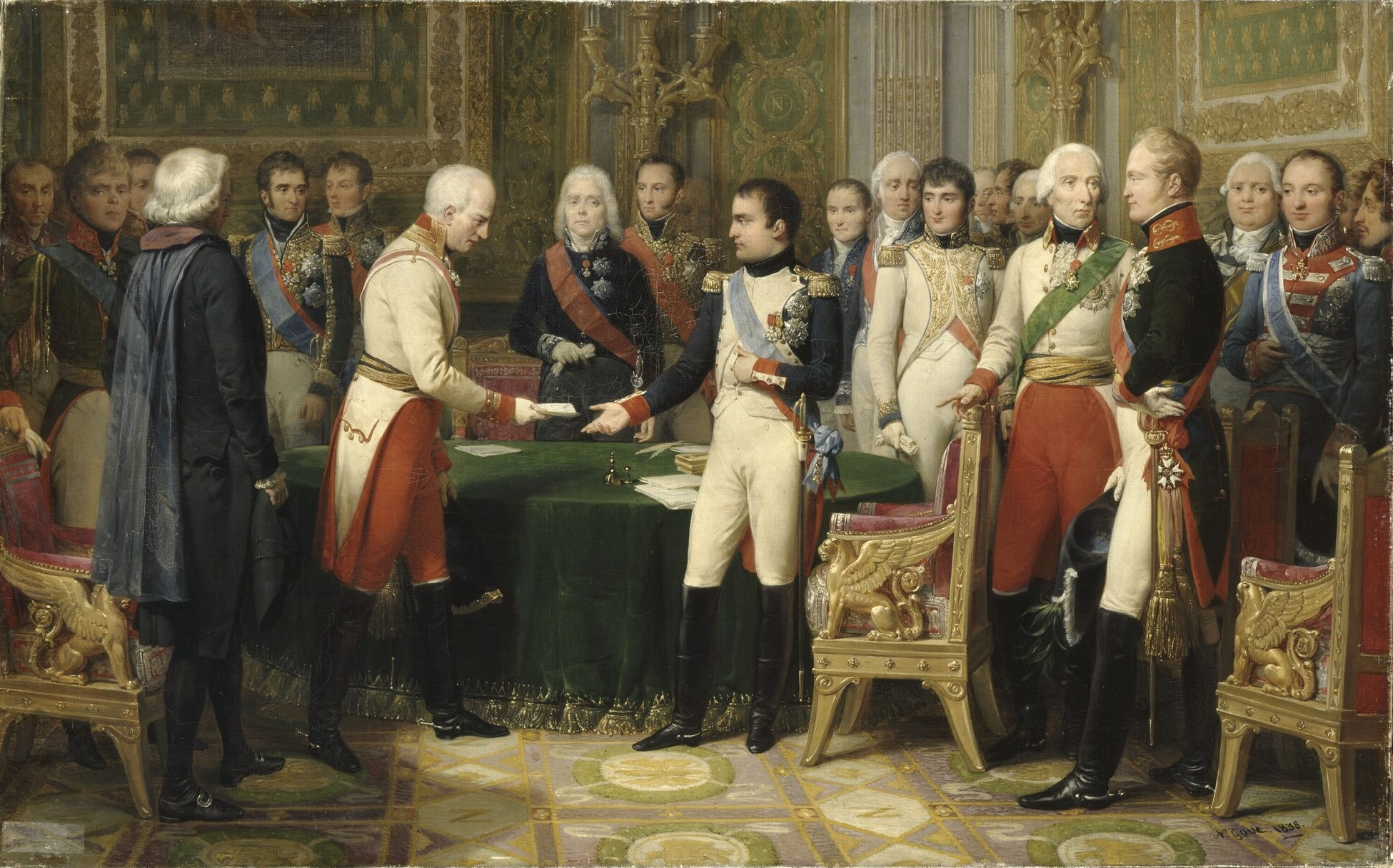
Napoléon reçoit à Erfurt l’ambassadeur d’Autriche. Octobre 1808. Nicolas Gosse (1787–1878).

En 1808, Méneval assista au congrès d'Erfurt (27 septembre - 14 octobre 1808) entre Napoléon, le tsar et les souverains d'Allemagne. Le tsar y offrit à Méneval une tabatière enrichie de diamants.
En 1809, à Essling, Méneval assista, au côté de l'Empereur, à la mort de Lannes, Maréchal-Duc de Montebello (22 mai) et à la victoire de Wagram (6 juillet).
À la fin de cette année-là, Méneval vécut l'épisode du divorce entre Napoléon et l'Impératrice Joséphine, puis, quelques mois après, c'est le remariage de l'Empereur avec l'archiduchesse Marie-Louise.
Napoléon le fit baron de l'Empire, par lettres patentes du 26 avril 1810 (avec rectification du nom, à la suite de la réforme de l'orthographe par Domergue : Menneval devint Méneval, par de nouvelles lettres patentes du 13 août 1810). Il fut créé chevalier de la Légion d'honneur le 25 avril 1806.
En 1812, lors de la campagne de Russie, Méneval supporta mal les rigueurs de la campagne et, surtout de la retraite : sa santé fut gravement altérée par la fatigue et le travail. Souffrant de graves gelures, on le coucha sur un traîneau. Envoyé à Paris, il dut s'aliter pendant deux mois. Épuisé, il fut contraint d'abandonner ses fonctions de premier secrétaire du cabinet. Selon l'expression de Napoléon, M. de Meneval fut « placé en convalescence », en qualité de secrétaire des commandements de l'Impératrice Marie-Louise, nommée dans le même temps régente. Le baron Fain reçut, par décret du 9 février 1813, le titre et les fonctions de secrétaire du cabinet impérial.

« Comme je n'ai pu connaître les limites de mon travail, disait Napoléon, j'ai manqué de tuer ce pauvre Méneval ; j'ai été obligé de le faire relever et de le mettre en convalescence auprès de Marie-Louise, chez laquelle son emploi n'était plus qu'un véritable sinécure. »

La même année, Méneval fut nommé maître des requêtes au Conseil d'État.

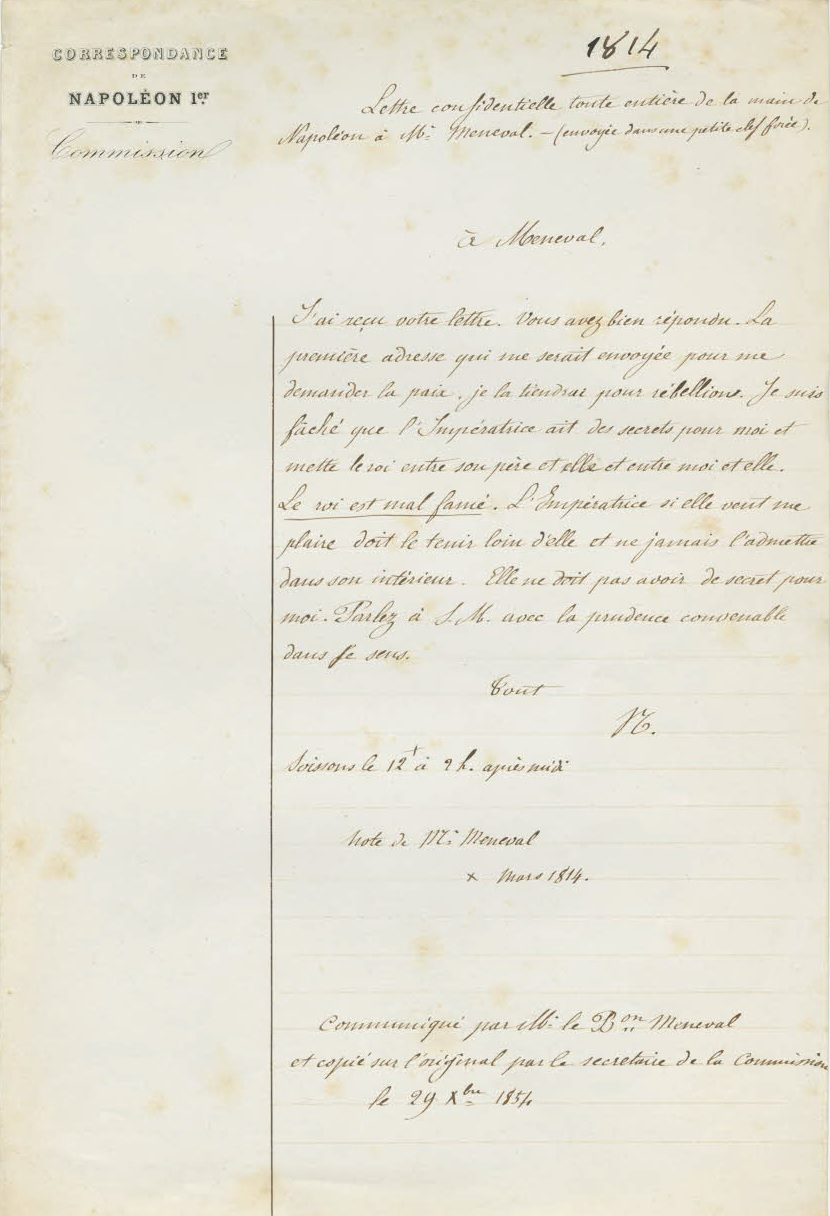
Lettre confidentielle de Napoléon Ier à Claude François de Méneval, rédigée au sein du cabinet secret, 12 mars 1814. Archives nationales de France.

### DeSchönbrunnàGif-sur-Yvette
Le 29 mars 1814, il accompagnait l'Impératrice et le Roi de Rome qui, avec un convoi de nombreuses voitures, quittaient les Tuileries pour Rambouillet puis Blois. Un troupe de cosaques pilla le convoi en cours de route. Méneval, qui avait la garde du glaive de Napoléon, en cassa la lame et mit la poignée dans la poche de sa redingote (9 avril 1814). Bientôt, Marie-Louise, le Roi de Rome et Méneval durent se diriger sur Vienne (Autriche), puis Schönbrunn, où il resta jusqu'en mai 1815, époque à laquelle il vint rejoindre l'Empereur à Paris.
Dans la capitale autrichienne, Méneval fit passer à Napoléon, à l'île d'Elbe, des informations sur le congrès de Vienne, par l'entremise des frères Carabelli, marchands italiens.
Au retour de l'île d'Elbe, Méneval, qui avait obtenu un passeport pour la France, prit congé de Marie-Louise et du Roi de Rome (7 mai 1815). Méneval dit au jeune prince : « Je vais revoir votre père, avez-vous quelque chose à lui dire ? » L'Aiglon lui répondit avec tristesse : « Monsieur Méva, vous lui direz que je l'aime toujours bien ». Reçu longuement dès le lendemain par Napoléon Méneval lui exposa, en termes mesurés, la situation de Marie-Louise.
Le désastre de Waterloo mit fin au dessein que Napoléon réservait à Méneval : un titre de duc de l'Empire, la fonction de conseiller d'État et le ministère des Postes.
Méneval qui voulait suivre Napoléon en exil ne put revenir à Malmaison avant le départ de l'Empereur pour Rochefort.
Le 18 juillet 1815, Méneval était chez Lavalette lorsque celui-ci est arrêté, en présence de son épouse. Méneval refusa toute collaboration avec la Restauration française : « Je ne le puis, après avoir servi un aussi grand homme. »

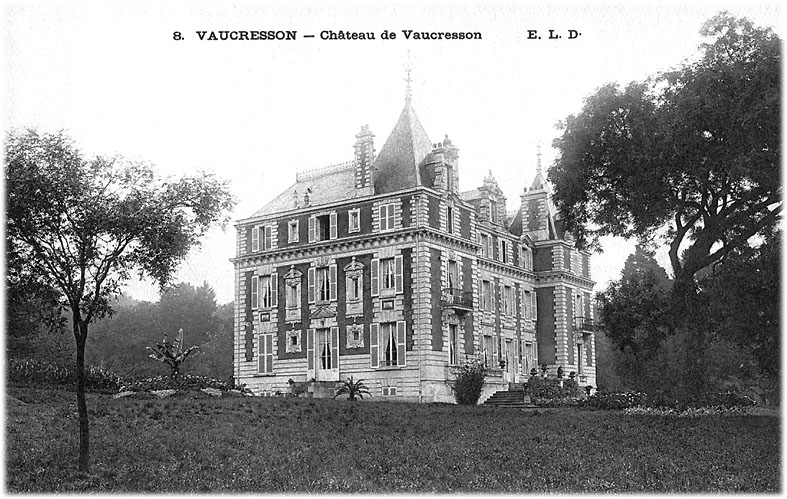
Le château de Vaucresson (Hauts-de-Seine).

En 1816, lors de la terreur blanche, il fut assigné à résidence en son château de Vaucresson (Hauts-de-Seine) qu'il revendit 200 000 francs-or, le 6 janvier 1825.
À la suite du second époux de sa belle-mère, Joseph Ignace Mathieu de Heidolsheim, Méneval assura la tutelle du comte Léon, tutelle difficile, et celle de Mme de Lavalette après la mort de son mari.
Depuis 1819, Méneval était officier de la Légion d'honneur.
Napoléon, à l'Île Sainte-Hélène, se souvint de son ancien secrétaire intime, et, en consignant son nom dans son testament, lui donna un témoignage de sa haute estime et de sa reconnaissance pour sa fidélité et ses éminents services : l'Empereur déchu écrivait : « Méneval était doux, réservé, zélé, fort secret, travaillant en tout temps et à toute heure. Il ne m'a jamais donné que satisfaction et agrément et je l'ai fort aimé. » En 1821, l'Empereur consigna son nom dans son testament pour un legs de 100 000 francs.

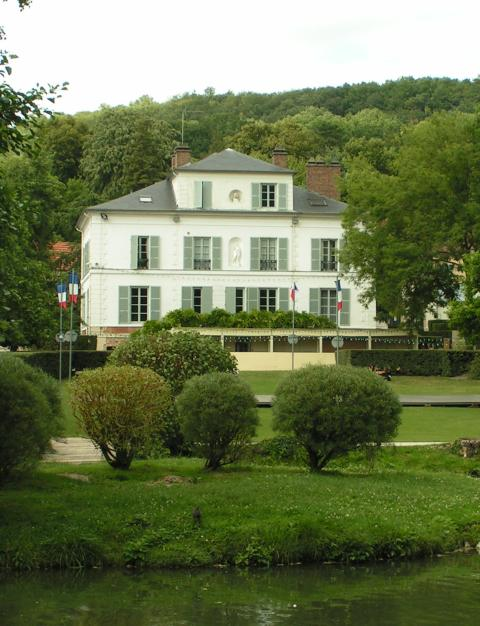
Le château de l'Ermitage à Gif-sur-Yvette.

En 1827, Méneval acheta à Gif-sur-Yvette un vaste domaine. Il fit raser l'ancienne demeure et construire son château de l'Ermitage (qu'il orthographiait sans H), qui devint, depuis le 18 mai 1939, la mairie de la commune. Là, il reçut le prince Louis-Napoléon Bonaparte et la princesse Mathilde. De 1831 à 1848, Méneval occupa les fonctions de conseiller municipal de Gif.
La même année 1827, Méneval publia ses Mémoires  (première édition en 1827, deuxième en 1835, troisième en 1843). Il correspondait avec Adolphe Thiers, Abel Hugo et donna son appréciation sur les Mémoires de Bourrienne. Il rencontre régulièrement certains membres de la noblesse d'Empire : Lavalette, Gaspard Gourgaud, Marbot et Bertrand.

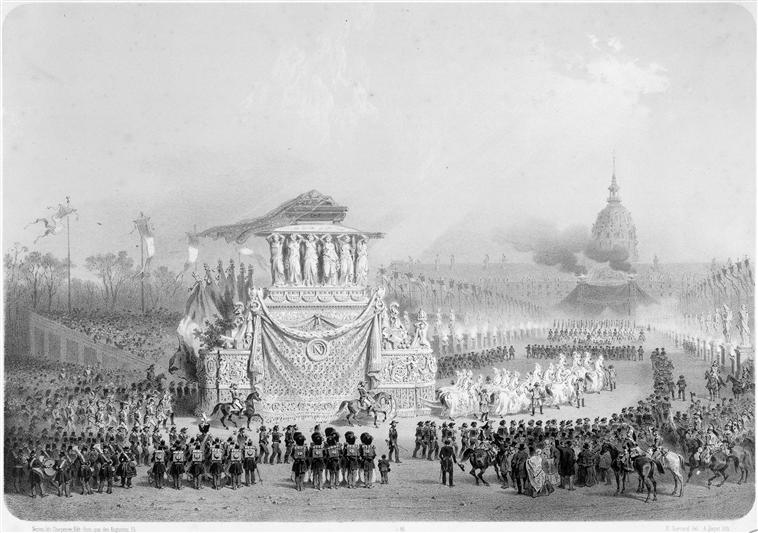
Le char funèbre de Napoléon se dirige vers les Invalides. Estampe d'après Adolphe Jean-Baptiste Bayot et Eugène Charles François Guérard. Paris, Musée de l'Armée.

À Paris, le 15 décembre 1840, lors du Retour des cendres, il était parmi les fidèles à l'église Saint-Louis-des-Invalides.
Méneval mourut à Paris, 26, rue Blanche, le 18 juin 1850, à l'âge de 72 ans et fut inhumé au cimetière Montmartre (19e division, chapelle avenue Hector Berlioz, face à la 2e division).

### Vie familiale
Claude François Menneval naquit dans une famille bourgeoise dénommée, selon les archives : Meneval, Menneval ou même Mennevalle, avec comme nom patronymique Varquain de Menneval et qui exerçait deux activités à Paris et en Île-de-France : d'une part, contrôler et jauger les vins et alcools auprès des marchands de vins, d'autre part, louer des linéaires de planches sur tréteaux aux marchands ambulants.
Fils de Claude Menneval (1736 ✝ 1807), contrôleur des vins et alcools pour Paris, et Marie Catherine Fournier, Claude François épousa, en octobre 1807 (salon d'honneur des Tuileries), une jeune fille de seize ans, Aimée Virginie Joséphine Comte de Montvernot (6 septembre 1792 ✝ 2 mars 1871). Les témoins sont Napoléon Ier, empereur des Français et Joséphine Tascher de La Pagerie, impératrice des Français. Napoléon leur fait un don de 100 000 francs-or et M. Mathieu de Mauvières, notaire à Paris, beau-père de la jeune fille, fait le même don. En conséquence, un appartement de quatre pièces est choisi, aux Tuileries, pour les jeunes époux.

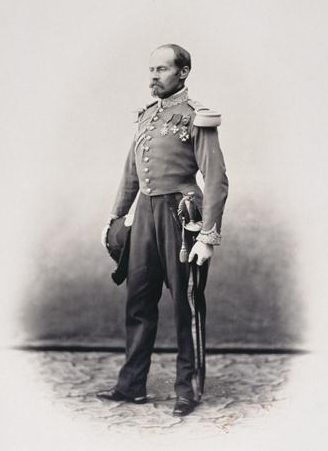
Napoléon Louis (8 janvier 1813 - Paris ✝ 22 juin 1899 - Lacour-Senlisse), 2e baron de Ménéval

Ensemble, Claude Menneval et Virginie eurent trois fils et trois filles :
- Marie-Pauline (1810 - Paris ✝ 1er novembre 1889 - Labastide-Murat), mariée, le 9 octobre 1827, avec Pierre Gaëtan (20 septembre 1798 - La Bastide ✝ 25 décembre 1847 - La Bastide), 2e comte Murat (neveu de Joachim Murat), député du Lot (1830-1831), dont postérité ;
- Napoléon Louis (it)[18] (8 janvier 1813 - Paris ✝ 22 juin 1899 - Lacour-Senlisse), 2e baron de Ménéval, filleul de Napoléon Ier, polytechnicien, artilleur, officier d'ordonnance du Prince-président (1849), préfet du Palais, colonel (1863), officier de la Légion d'honneur, médaille d'Italie, commandeur des ordres royaux de Saint-Maurice et Saint-Lazare, marié en avril 1843 avec Sophie Louise de Coëhorn (1813 ✝ 14 novembre 1858), fille de Louis Jacques, baron de Coëhorn, puis le 2 février 1859 avec Emma Stella Walsh (✝ 22 novembre 1899 - La Cour-Senlisse (Seine-et-Oise) - arrière petite-fille de François Jacques Walsh de Serrant). De la première union est issu :
  - Napoléon Joseph Ernest (9 janvier 1849 - Paris ✝ 1926), 3e baron de Ménéval, employé à la direction des archives du ministère des Affaires étrangères (15 mars 1869), attaché au cabinet du ministre, section des Affaires politiques (1er août 1870), s'engage dans l'artillerie lors de la guerre de 1870, secrétaire d'ambassade à Rome, Berlin, Belgrade et Madrid, puis consul général de France à Florence, ministre plénipotentiaire, Chevalier de la Légion d'honneur, marié avec Mlle de Roquefeuil-Cahuzac, dont 2 fils et une fille, dont postérité :
    - François Napoléon (1895 ✝ 1973), 4e baron de Ménéval, marié dont une fille ;
    - une fille ;
    - un fils, dont quatre enfants, dont :
      - Claude Napoléon (1932 - Versailles ✝ 2024), 5e baron de Ménéval et président du Souvenir napoléonien ;
- Louis François Eugène[19] (18 septembre 1814 - Paris (Seine) ✝ 20 janvier 1882 - Château de La Cour-Senlisse (Seine-et-Oise)), filleul de Napoléon II et Marie-Louise, impératrice des Français, attaché au département des Affaires étrangères (23 mars 1836), attaché à la direction politique des Affaires étrangères (octobre 1836 - 1841), attaché à la légation de France à Carlsruhe (1841), puis chargé d'affaires, 2e secrétaire à la légation de France à Dresde (Saxe, 1847), 1er secrétaire d'ambassade à Vienne (1850), envoyé extraordinaire et ministre plénipotentiaire à Carlsruhe (1851), envoyé extraordinaire et ministre plénipotentiaire à Munich (1852), Grand officier de la Légion d'honneur, prêtre (1858, après le décès de son épouse), Pie IX le nomma prélat de sa maison, avec rang d'évêque, marié, le 25 janvier 1854 à Nancy, avec Marie Joséphine Camille Jeannequin (20 septembre 1828 ✝ 24 janvier 1858 - Munich), sans postérité ;
- Sophie Marie (1815 ✝ 1856), mariée, en 1831, avec Juan, baron de Mouzinho de Silveira de Albuquerque, diplomate près l'ambassade du Portugal à Paris ;
- Virginie Caroline Louise (1819 ✝ 17 juin 1856 - Paris), mariée, en 1841, avec Marian Constantin (11 décembre 1809 - Jedwabne (Pologne) ✝ 1877), comte Ledóchowski (grande famille polonaise alliée à la famille de Marie Walewska), receveur des finances à Valenciennes (1856-1869), dont postérité ;
- Tristan (né en 1829, mort en bas âge).

Le descendance de Méneval compte parmi les familles subsistantes de la noblesse d'Empire.

## Fonctions

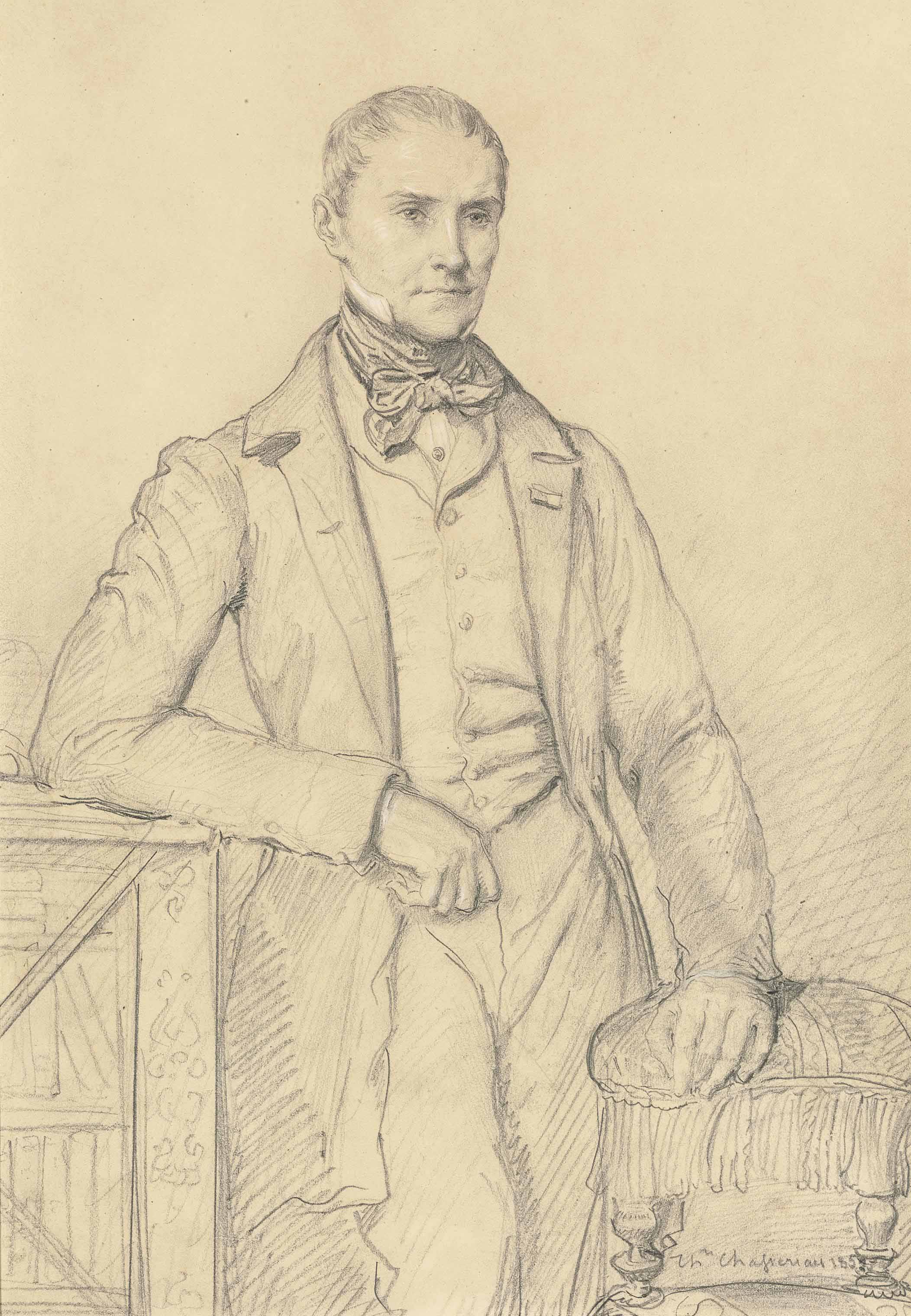
Portrait du baron Claude-François de Méneval, peint par Théodore Chassériau (1852).

- Employé à la bibliothèque du Directoire ;
- Journaliste au Journal de Paris ;
- Secrétaire de Joseph Bonaparte (1800-1802) ;
- Secrétaire du portefeuille du Premier consul puis empereur Napoléon Ier (1802-1813) ;
- Secrétaire des commandements de l'Impératrice Marie-Louise (1813-1815) ;
- Maître des requêtes au Conseil d'État (1813) ;
- Tuteur du comte Léon puis de Mme de Lavalette ;
- Conseiller municipal de Gif-sur-Yvette (1831-1848).

## Publications
- Lettre à M. Thiers : sur quelques points de l'histoire de l'empereur Napoléon et sur la mort du duc d'Enghien, Chez H. Delloye, 1839, 111 p. (lire en ligne) ;
- Napoléon et Marie-Louise : souvenirs historiques, Amyot, 1845 (lire en ligne), complété par son fils sous le titre :
- le baron Napoléon-Joseph-Ernest de Méneval, Mémoires pour servir à l'histoire de Napoléon Ier : depuis 1802 jusqu'à 1815 : Bonaparte : Édition entièrement refondue. Ouvrage complété par des documents inédits, 1849 (lire en ligne) ;

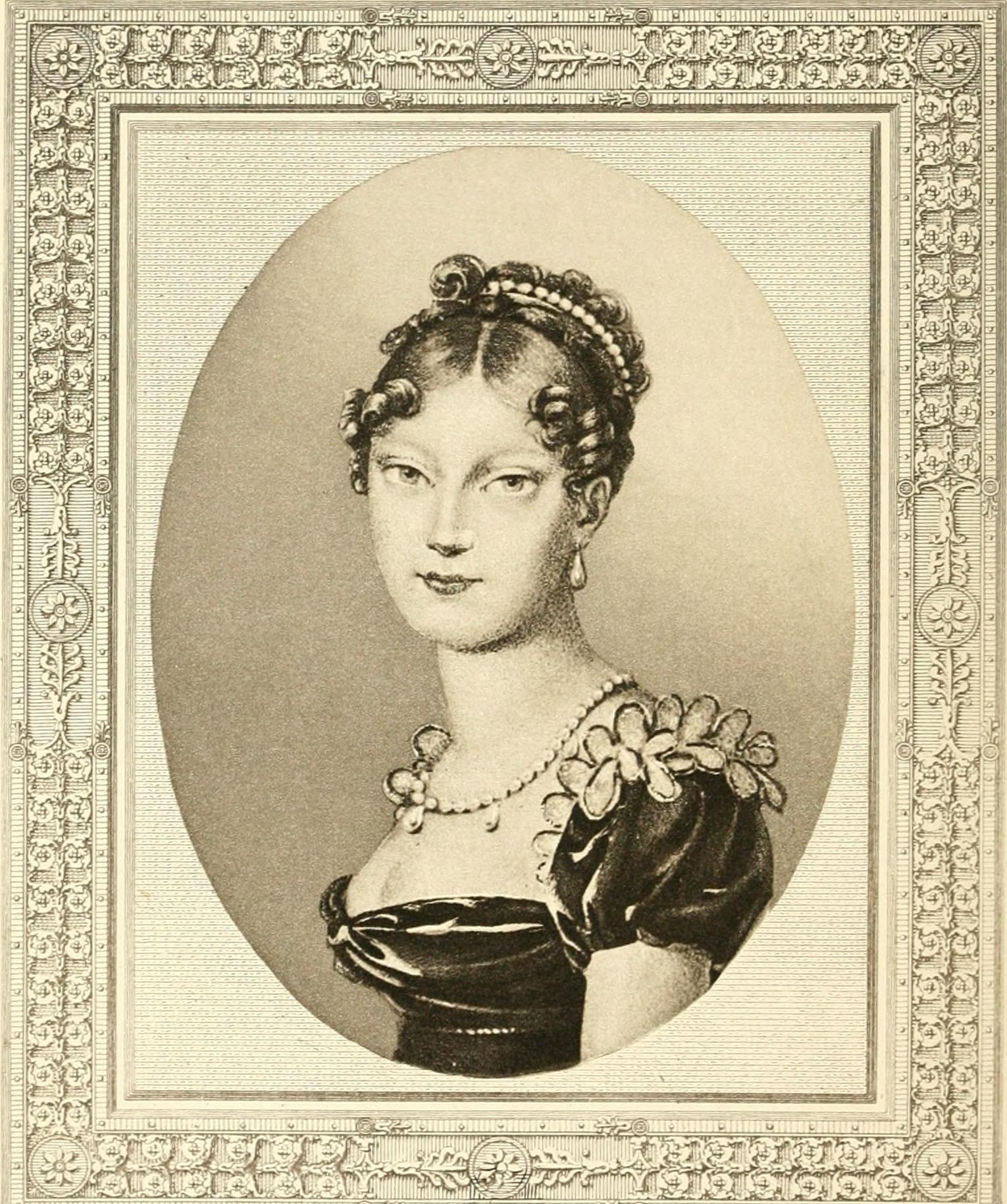
Mémoires pour servir à l'histoire de Napoléon Ier : depuis 1802 jusqu'à 1815 : Bonaparte

- Le général baron de Coëhorn, 1771-1813 :  un Bayard alsacien.

## Titres
- 1er Baron de Méneval et de l'Empire (lettres patentes des 26 avril 1810, à la suite de la réforme de l'orthographe par Domergue : Menneval devint Méneval, par de nouvelles lettres patentes du 13 août 1810).

## Distinctions
- Légion d'honneur :
  - Légionnaire (25 avril 1806), puis,
  - Officier de la Légion d'honneur (1819) ;
- Chevalier de l'ordre de la Couronne de Fer.

## Armoiries
| Image | Armoiries |
| ----- | --- |
|       | Armes du baron Méneval et de l'Empire Écartelé : au I, d'argent, à trois étoiles d'azur ; au II du quartier des Barons Officiers de la Maison de l'Empereur ; au III, d'argent, à un chêne arraché de sinople ; au IV, d'argent, au chevron de gueules, chargé de trois annelets du champ,. Livrées : blanc, rouge, bleu, vert. |